# Poecilia dominicensis
Poecilia dominicensis là một loài cá nước ngọt thuộc chi Poecilia trong họ Cá khổng tước. Loài này được mô tả lần đầu tiên vào năm 1906.

## Phân bố và môi trường sống
P. dominicensis được tìm thấy trong một dòng suối nhỏ thuộc Santo Domingo, thủ đô của Cộng hòa Dominica.